# Hárosi-öböl
Koordináták: é. sz. 47° 24′ 03″, k. h. 19° 01′ 19″47.400833°N 19.021944°E

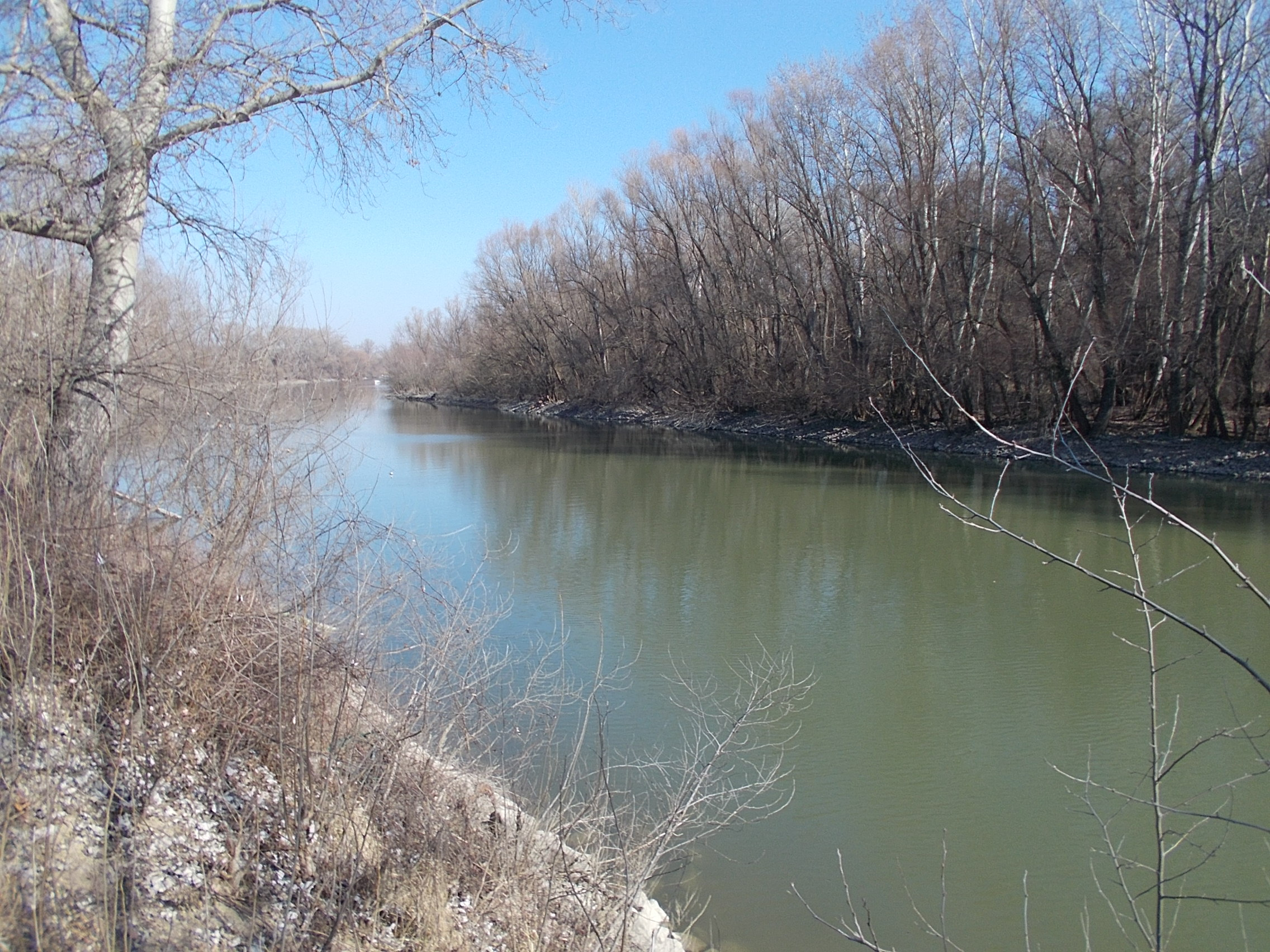
Az öböl torkolata a Deák Ferenc hídnál, 2020 tavaszán

A Hárosi-öböl egy öböl Budapesten, a Duna jobb partján. A XXII. kerületben, Budatétény területén található.

## Története
A folyam hajdani, sokkal szélesebb főága 1911 óta alulról nyitott holtág. Azóta a jelenlegi főágtól a Háros-sziget (ma már valójában félsziget) választja el, amely természetvédelmi terület.
A 29 hektár területű öbölbe a Dunáról ívni és telelni is bejárnak a halak, ezért kedvelt horgászvíz. Az 1990-es évek elejére szinte teljesen feltöltődött a meder, de azóta iszapszivattyúzással és sóderkotrással kimélyítették; mélysége ma 1 és 10 méter között változik, a vízállástól is függően. A vízkezelési jogot a Baross Gábor Horgászegyesület és a Honvéd Horgászegyesület kapta meg.